# Umberto Bossi

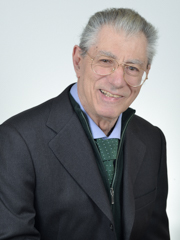
Umberto Bossi (2018)

Umberto Bossi (* 19. September 1941 in Cassano Magnago in der Provinz Varese) ist ein italienischer Politiker. Er war 1989 Mitbegründer der separatistischen norditalienischen Regionalpartei Lega Nord und bis zu seinem Rücktritt im April 2012 deren Vorsitzender. Er wurde zweimal als Vertreter der Lega Nord ins Europäische Parlament gewählt und gehörte als Minister zwei Regierungen unter Ministerpräsident Silvio Berlusconi an.

## Politische Laufbahn
Nach einem abgebrochenen Medizinstudium versuchte sich Bossi kurzzeitig als Cantautore (Liedermacher). Unter dem Künstlernamen Donato trat er 1961 beim Festival di Castrocaro auf. In den 1970er-Jahren war er in der radikalen Linken aktiv, zunächst in der Gruppe um die Zeitung il manifesto, dann in der Partito di Unità Proletaria per il Comunismo und in der Umweltbewegung. Um 1975 war er Mitglied der Partito Comunista Italiano (PCI).
Nach einer Begegnung mit Bruno Salvadori, dem Führer der Autonomiebewegung des Aostatals (Union Valdôtaine) im Jahr 1979 engagierte sich Bossi in Gruppierungen, die mehr Autonomie bzw. die Unabhängigkeit für Norditaliens Regionen anstrebten. Nach dem Vorbild der Autonomiebewegung UVOA im Ossolatal gründete er für seine eigene Heimatregion, die nordwestliche Lombardei, 1980 die Unione Nord Occidentale Lombarda per l'Autonomia (UNOLPA). Mit Bruno Salvadori und Roberto Maroni (der ebenfalls aus der radikalen Linken kam) rief er die Zeitschrift Nord Ovest ins Leben, 1982 folgte die Lombardia Autonomista. Im April 1984 gründete er mit seinen Mitstreitern in Varese die lombardische Autonomiebewegung Lega Autonomista Lombarda. Bossi war von der Gründung bis Ende 1993 „nationaler Sekretär“ der Partei, die ihren Namen 1986 zu Lega Lombarda (dem italienischen Namen des mittelalterlichen Lombardenbundes) verkürzte. Bei der Parlamentswahl 1987 erhielt die Lega Lombarda 0,5 Prozent der landesweiten Stimmen, was mangels Sperrklausel für einen Sitz in der italienischen Abgeordnetenkammer und einen im Senat reichte. Bossi selbst erhielt als erstes – und bis 1992 einziges – Senatsmitglied seiner Partei den Beinamen „Senatùr“ (das lombardische Wort für Senator).
Zur Europawahl 1989 verband sich die Lega Lombarda mit anderen norditalienischen Autonomiebewegungen zur Liste Lega Lombarda – Alleanza Nord. Bossi selbst hätte als Spitzenkandidat mit 68.519 Vorzugsstimmen im Wahlbezirk Nordwestitalien ein Sitz im Europäischen Parlament zugestanden, er verzichtete aber auf das Mandat und blieb Senator. Ihren Durchbruch erreichte die Lega Lombarda bei der Regionalwahl 1990, bei der sie mit 18,9 Prozent der Stimmen zweitstärkste Kraft in der Lombardei wurde. Aus dem Wahlbündnis norditalienischer Regionalparteien ging im Januar 1991 die föderal organisierte Partei Lega Nord hervor. Deren Verbände in den einzelnen Regionen (Lega Lombarda, Liga Veneta usw.) behielten jedoch einen hohen Grad an Selbstständigkeit und wurden als „nationale Sektionen“ bezeichnet. Umberto Bossi wurde zum ersten Bundessekretär der Lega Nord gewählt und blieb dies über zwei Jahrzehnte bis April 2012.

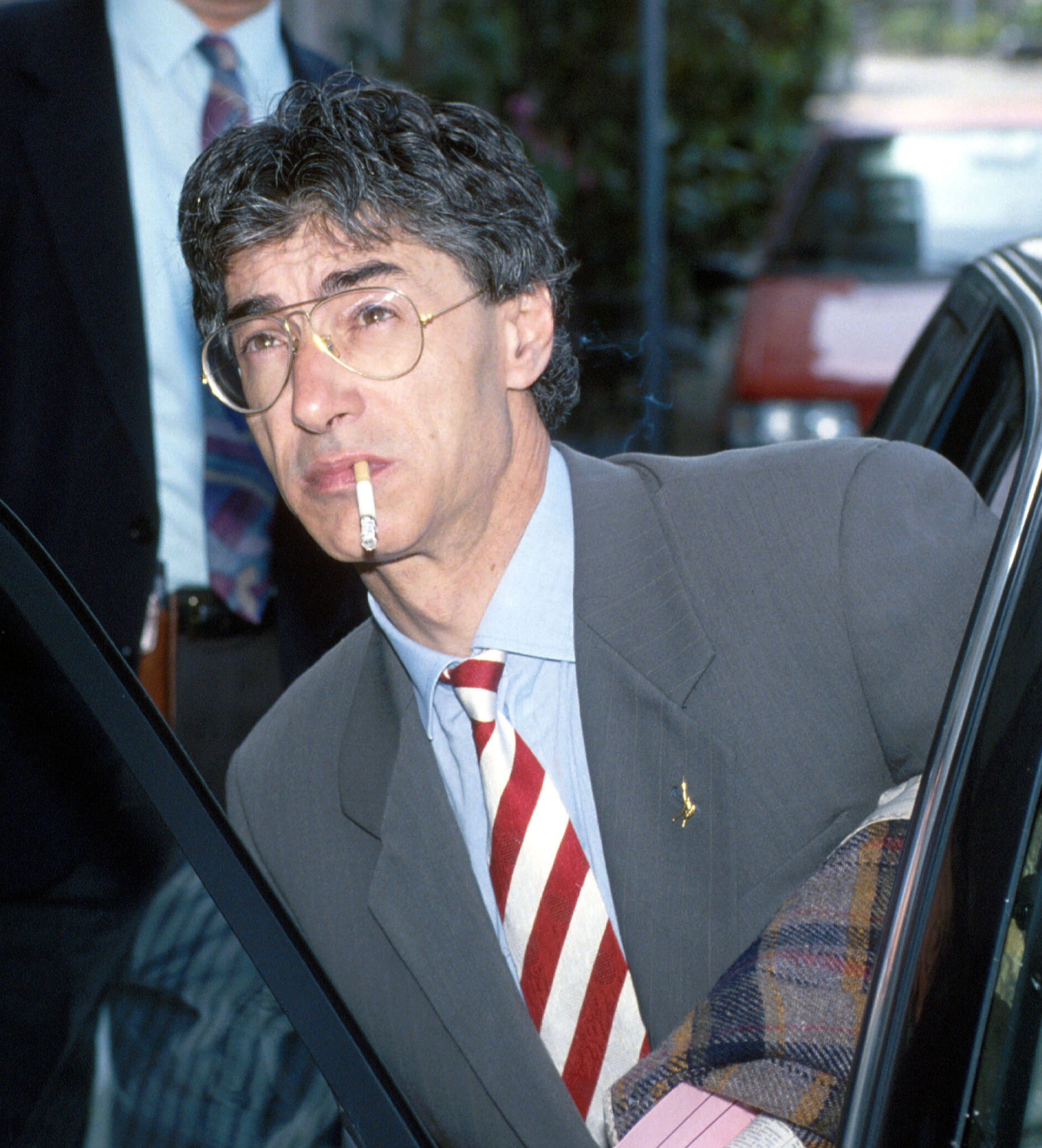
Umberto Bossi (1993)

Zentraler Programmpunkt der Lega Nord war von Beginn an die Verlagerung von Kompetenzen der italienischen Regierung in die Regionen (vgl. Devolution). Daneben wurde Bossi bekannt durch seine oft scharfe Polemik gegen die Regierung in Rom als Zentrum der Korruption, gegen die Bürokratie und den italienischen Süden überhaupt. Dem setzte er die Vision eines unabhängigen, norditalienischen Staates „Padania“ (vgl. Padanien) entgegen.
Anfang der 1990er-Jahre wurde infolge des Zusammenbruchs der bis dahin prägenden Parteien der ersten italienischen Republik die Lega Nord im Norden zur Massenpartei. Nach dem Wahlsieg der Rechtsparteien im Jahre 1994 trat Bossis Partei in die erste Regierung von Ministerpräsident Silvio Berlusconi ein. Schon Ende des Jahres entzog Bossi jedoch dem von ihm geschmähten Berlusconi (Bossi bezeichnet ihn als „Berluscaz“, von cazzo/„Schwanz“, bzw. als „Berluskaiser“ – die Kaiser des Heiligen Römischen Reichs waren im Mittelalter die Gegenspieler des Lombardenbunds) das Vertrauen und es kam zum Sturz der Regierung.
In den Jahren danach verstärkte Bossi in der Opposition seine separatistischen Bestrebungen. 1997 wurde ein „padanisches Parlament“ geschaffen, das allerdings keine realen Kompetenzen hatte. Es wurde eine padanische Ideologie ausgearbeitet, die Anleihen bei den antiken Kelten nahm, und ein Fest des vergöttlichten Flusses Po eingeführt, mit dessen Wasser Bossi jedes Jahr an der Quelle eine Phiole füllt, um sie dann in Venedig ins Meer zu leeren, was die „Reinheit“ des Nordens symbolisieren soll. Weitere Schwerpunkte im Parteiprogramms der Lega Nord wurden der Kampf gegen die Immigration nach Italien, oft von umstrittenen und rassistischen Aktionen begleitet, und gegen die Europäische Union.
Vor den Parlamentswahlen 2001 verbündete sich Bossi erneut mit Berlusconi und trat nach dem Wahlsieg des Mitte-rechts-Bündnisses Casa delle Libertà als Minister für institutionelle Reformen ins Kabinett ein.
Am 11. März 2004 erlitt Bossi einen Herzinfarkt und einen Hirnschlag. Nach diesem gesundheitlichen Rückschlag und langer Rekonvaleszenz erklärte er schließlich, aufgrund seines gesundheitlichen Zustandes nicht mehr in der Lage zu sein, seine Regierungsaufgaben voll ausführen zu können, und verließ am 19. Juli 2004 die Regierung. Sein Ministeramt übernahm Roberto Calderoli. Bossi selbst zog sich nach seinem Rücktritt verstärkt in die Europapolitik zurück, kandidierte im selben Jahr für die Lega Nord in der Europawahl 2004 und wurde erneut Abgeordneter im Europäischen Parlament.
Am 8. Mai 2008 wurde er nach dem überraschenden Erfolg seiner Partei bei den vorgezogenen Parlamentswahlen Minister für institutionelle Reformen neben drei weiteren Parteifreunden (Maroni, Calderoli und Zaia) erneut Mitglied einer von Berlusconi geführten Regierung (Kabinett Berlusconi IV). Mit dessen Rücktritt am 12. November 2011, ausgelöst durch die Eurokrise, wurde die Regierung aufgelöst.
Anfang 2012 wurden Untersuchungen der Staatsanwaltschaft von Mailand wegen Veruntreuung, Betrugs, Geldwäsche und illegaler Parteienfinanzierung unter anderem gegen den Schatzmeister der Lega Nord, Francesco Belsito bekannt, in die auch die der Partei nahestehende Gewerkschaft Sindacato Padano und die Söhne Bossis verwickelt sind.  Konkret wurde Geld aus der Parteikasse, so auch staatliche Wahlkampfhilfen, für private Zwecke für Bossis Familie abgezweigt. Am 5. April erklärte Bossi in der Folge seinen Rücktritt von der Führung der Lega Nord. Am 24. Juli 2017 wurde Bossi wegen Betrugs zu 2½ Jahren Haft verurteilt und Belsito zu knapp 5 Jahren.
Bei den Parlamentswahlen 2022, bei der die Lega erhebliche Stimmverluste hinnehmen musste, konnte Bossi nach 35 Jahren Parlamentszugehörigkeit sein Mandat im Senat nochmals knapp halten.

## Ehrungen und Auszeichnungen
- 2013 Ritter des päpstlichen Piusordens[11]

## Veröffentlichungen (Auswahl)
- Vento dal Nord. CDE, Mailand 1992.
- La rivoluzione. CDE, Mailand 1993.
- Et al.: Europa der Regionen. Stocker, Graz-Stuttgart 1993.
- Tutta la verità. Sperling & Kupfer, Mailand 1995, ISBN 88-200-1962-0.
- mit Daniele Vimercati: Processo alla Lega. Sperling & Kupfer, Mailand 1998, ISBN 88-200-2763-1.